# 谢渭芬
谢渭芬(1964年6月—)，福建省惠安县黄塘镇人，第二军医大学附属长征医院消化内科主任，教授、主任医师、博士生导师。主要从事慢性肝病与肝癌的基础及临床方面的研究工作。
1980年，谢渭芬高中毕业于福建省惠安第一中学。同年，考入第二军医大学海军医学系。1985年，在第二军医大学附属长征医院消化内科工作。1995年5月至1996年2月，在德国马克斯·普朗克学会生物化学研究所进修学习。1996年2月至1998年12月，在美国华盛顿大学博士后工作。2001年起，任长征医院消化内科主任。
2009年，入选中华人民共和国教育部2009年度"长江学者"特聘教授。曾获得中国国家科技进步奖创新团队奖、国家科技进步奖二等奖的奖项。